# Адасевщина
Ада́севщина (бел. Ада́сеўшчына) — деревня в Негорельском сельсовете Дзержинского района Минской области Беларуси. Расположена в 49 километрах от Минска, в 14 километрах к югу от Дзержинска и в 5 километрах от железнодорожной станции Негорелое. 

## История
Известна со 2-й половины XIX — начале XX века, как деревня в Койдановской волости Минского уезда Минской губернии. В 1897 году, по данным первой всероссийской переписи в Адасевщине насчитывались 10 дворов, проживали 49 жителей, действовал хлебозапасный магазин. В 1917 года в деревне насчитывается 13 дворов, проживают 78 жителей. 
С 20 августа 1924 года в 1-м Нарейкавском сельсовете (18 декабря 1925 года был переименован в Ляховичский) Койдановского района, с 25 июля 1931 года до 23 августа 1937 года в составе Ляховичского национального польского сельсовета Койдановского национального польского района Минского округа. С 29 июня 1932 года в составе Дзержинского польского национального района, с 31 июля 1937 года в составе Минского района, с 4 февраля 1939 года вновь в составе Дзержинского района, с 20 августа 1938 года в составе Минской области. В 1926 году, по данным первой всесоюзной переписи насчитывалось 16 дворов, проживали 75 жителей. В годы коллективизации организован колхоз. 
Во время Великой Отечественной войны с 28 июня 1941 года по 7 июля 1944 года деревня была оккупирована немецко-фашистскими захватчиками, на фронте погибли 4 жителя деревни. В послевоенное время входила в колхоз «Красное знамя» и передана из Ляховичского сельсовета в Негорельский поссовет. По состоянию на 2009 год в составе филиала «Крыон-Агро». 30 октября 2009 года деревня была передана из ликвидированного Негорельского поссовета в Негорельский сельсовет.

## Население
| Численность населения (по годам) | Численность населения (по годам) | Численность населения (по годам) | Численность населения (по годам) | Численность населения (по годам) | Численность населения (по годам) | Численность населения (по годам) | Численность населения (по годам) |
| 1897                             | 1909                             | 1917                             | 1924                             | 1997                             | 1999                             | 2004                             | 2010                             |
| -------------------------------- | -------------------------------- | -------------------------------- | -------------------------------- | -------------------------------- | -------------------------------- | -------------------------------- | -------------------------------- |
| 49                               | ↗ 57                             | ↗ 78                             | ↘ 75                             | ↘ 13                             | → 13                             | → 13                             | ↘ 5                              |
| 2017                             | 2018                             | 2020                             | 2022                             |                                  |                                  |                                  |                                  |
| ↗ 6                              | ↘ 4                              | ↗ 5                              | ↗ 6                              |                                  |                                  |                                  |                                  |